# Peter Lorimer
Peter Lorimer, född 14 december 1946 i Dundee, död 20 mars 2021, var en skotsk professionell fotbollsspelare. Han var en av legendarerna från 1960- och 1970-talets Leeds United under managern Don Revie, klubben som han spelade för under nästan hela sin 23-åriga karriär.
Från debuten 1962 som 15-åring (15 år och 289 dagar) till sista matchen 1985 som 39-åring spelade han totalt 676 matcher (525 ligamatcher) för Leeds och blev klubbens främste målgörare genom tiderna med totalt 238 mål varav 168 i ligan. Han spelade 22 landskamper för Skottland. När han var på toppen av sin karriär ansågs han ha ett av världens hårdaste skott, uppmätt till 172 km/h (107 mph).
Han var direktör i Leeds styrelse och figurerade emellanåt som expertkommentator åt Yorkshire Radio.

## Rekordung debutant
Lorimer debuterade för Leeds redan vid 15 års ålder; han hade skrivit på som professionell spelare i maj 1962 och debuterade överraskande den 29 september 1962 i en ligamatch i division två hemma mot Southampton (1-1) . Lorimer hade tidigare gett ett provisoriskt löfte att komma till Leeds ärkerival Manchester United men Leeds dåvarande manager Don Revie övertygade hans föräldrar så att han istället skrev på för Leeds.
Det dröjde ytterligare två år innan Lorimer spelade i a-laget igen, återigen enbart en enda match den säsongen, men hans medverkan i matchen mot Southampton i september 1962 etablerade ett nytt svårslaget klubbrekord som den yngste någonsin att spela en tävlingsmatch för Leeds a-lag.

## Ordinarie vid 19
Lorimer blev ordinarie i Leeds under säsongen 1966 med 34 ligamatcher och 19 mål, fler än någon annan Leedsspelare lyckades med den säsongen. Därmed försäkrade han sig om en ordinarie plats i laget och tröja nr 7 för de nästkommande 12 åren. Han var en skicklig och uppfinningsrik spelare som hade en fri position på högerkanten (dock inte som ortodox ytter - han brukade hellre skära in på mål istället för att dra sig ut på kanten för ett inlägg) eller bakom de två anfallarna (normalt Allan Clarke och Mick Jones). Lorimer var en regelbunden och spektakulär målskytt som gav honom flera smeknamn med anknytning till hans hårda skott - HotShot och Thunderboots var de vanligaste. Han blev berömd för sitt fruktade skott som nådde upp till en hastighet av ca 90 mph (150 km/h), hans straffsparkar har uppmätts till 107 mph.

## En spelare med meriter
Leeds United vann Engelska ligacupfinalen 1968 och Mässcupfinalen 1968 – lagets första stora titlar under ledning av Don Revie – och Lorimer gjorde 30 mål den säsongen. Han bidrog starkt till att de vann sitt första ligamästerskap säsongen 1968/1969 och blev skotsk landslagman mot slutet av året.
Säsongen 1969/70 var Lorimer med i laget som jagade "trippeln", det vill säga vinst i Engelska ligan, FA-cupen och Europacupen för mästarlag under en och samma säsong, men man föll igenom de sista veckorna av säsongen och vann ingenting. Lorimer gjorde den säsongen 19 mål.
Leeds United vann Uefacupen igen 1971  och slutligen FA-cupfinalen 1972. Lorimer blev tilldelad en guldmedalj vid båda tillfällena, och gjorde 29 mål under den cupvinnande säsongen, inklusive 23 ligamål vilket var hans bästa notering någonsin. Året efter var Leeds tillbaks på Wembley Stadium för att försvara cuptiteln mot division 2-laget Sunderland FC och Lorimer blev en del av FA-cupsägnen efter en incident i andra halvlek.

### Ord som kom att förfölja
Ett par timmar före FA-cupfinalen 1973 uttalade sig Lorimer i en BBC-intervju inne på planen, att han förväntade sig ett uppvisningsspel av Leeds om de kunde göra mål tidigt i matchen. Det gjorde de inte och matchen blev allt annat än en uppvisning. Sunderland började matchen respektlöst, visade genom sina tuffa tacklingar att de inte skulle tillåta någon promenadseger och leedsspelarna var märkbart tagna av Sunderlands tuffa spel. I den 31:a minuten kom första kallduschen då Sunderland sensationellt gjorde 1-0 på en hörna, Leeds var ordentligt skakat och Sunderland hade inga större problem att försvara ledningen fram till halvtidsvilan.
I andra halvlek ökade Leeds tempot, pressade tillbaka Sunderland och lyfte upp hela laget på Sunderlands planhalva för att understödja forwards och kunna utjämna. I mitten av andra halvlek kom det som kanske avgjorde hela matchen och med Lorimer i huvudrollen. Han var en av många Leedsspelare i Sunderlands straffområde när bollen spelades ut till högerbacken Paul Reaney som slog ett inlägg mot bortre stolpen. Den andre ytterbacken Trevor Cherry på vänsterkanten, störtade fram på inlägget, kastade sig raklång och nickade bollen mot mål, men Sunderlands målvakt Jimmy Montgomery gjorde en strålande räddning och styrde undan bollen. Bollen landade hos Lorimer, sex meter från mål och med ett övergivet och öppet mål framför sig, som sköt direkt och fick en perfekt träff, men på ett mirakulöst vis lyckades Montgomery ta sig upp, kasta sig raklång för att med en hand styra Lorimer skott upp i ribban och ut. De flesta åskådare och TV-tittare var övertygade om att det skulle bli mål, till och med TV kommentatorn David Coleman var så säker på mål att han skrek rakt ut "...och Lorimer gör 1-1!". Men han och alla andra på Wembley hade fel, inklusive Lorimer och Jones som började fira "målet" innan de insåg att bollen aldrig passerade mållinjen!
Leeds lyckades aldrig resa sig efter den kallduschen och Sunderland vann FA-cupfinalen med 1-0. Montgomerys räddning (dubbel-räddning) räknas än i dag som en av de absolut bästa räddningarna genom tiderna i England och jämförs med Gordon Banks räddning på Pelés nick i fotbolls-VM 1970.
Senare samma säsong förlorade Lorimer och Leeds dessutom cupvinnarcupfinalen 1973 mot AC Milan med samma siffror.

## VM i fotboll 1974 samt final i Europacupen
Trots de förlorade finalerna inledde Leeds och Lorimer påföljande säsong (1973/74) mycket bra och laget verkade närmast oslagbara. De inledde säsongen utan att förlora någon av de 29 inledande ligamatcherna och seglade ifrån för att vinna sitt andra ligamästerskap under Revie. Lorimers säsong kröntes med att han fick representera Skottlands landslag under fotbolls-VM 1974 i Tyskland och han inledde också lagets målskytte genom att göra 1-0 i inledningsmatchen mot Zaire på ett typiskt manér, en volleykanon i nättaket från drygt 20 meter.
Ytterligare en innehållsrik säsong (1974/75) med Leeds United kom att följa för Lorimer, han fortsatte att göra mål och lyckades att göra fyra mål under lagets väg till ännu en stor final, Europacupfinalen för mästarlag. Matchen spelades i Paris mot Bayern München, men förlorade med 0-2 efter att Lorimer fått ett mål tveksamt bortdömt för offside på lagkaptenen Billy Bremner.
Det var den sista stora trofé som laget som byggts upp under Don Revie (som hade lämnat ett år tidigare för att bli förbundskapten för England) skulle komma att utmana, ett alltmer ålderstiget lag började brytas upp. Lorimer, som spelade sin 21:a och sista landskamp för Skottland 1975, var ännu inte 30 år och fortsatte spela samt bidra med erfarenhet till en ny generation av Leeds United-spelare. Resten av 70-talet kännetecknas av mediokert spel och Lorimer lämnade klubben 1979, då han inte längre hade en garanterad plats i laget.

## Nya utmaningar och en återkomst
Han spelade för York City samt provade på att spela i North American Soccer League (NASL). Lorimer spelade för två klubbar Toronto Blizzard (1979–1980) och Vancouver Whitecaps (1981-83), innan han vid 37 års ålder återvände till Leeds United inför säsongen 1983/84, två säsonger efter att Leeds blivit nedflyttade till engelska ligans division 2.
Han spelade tre säsonger i laget under managern Eddie Gray, den ett år yngre lagkamraten från Revies-eran, och satte under tiden nytt målrekord med 238 mål  på 676 matcher tills den nye managern Billy Bremner (ytterligare en före detta lagkamrat) "pensionerade" honom strax innan hans 40-årsdag i slutet av säsongen 1985/86. Laget spelade i division 2 och det kom dock att dröja ytterligare fyra år efter att Lorimer spelat sin sista match för klubben innan de vinner uppflyttning tillbaks till högsta divisionen.

## Klubbkarriär
- Leeds United (1962-1978)[2]
- York City (1979-1980)[2]
- Toronto Blizzard
- Vancouver Whitecaps FC
- Leeds United (1984-1985)[2]

## Landslagskarriär
Peter Lorimer spelade totalt 21 matcher för Skotska landslaget, debuten skedde den 5 november 1969 i en VM-kvalmatch borta mot Österrike som Skottland förlorade med 0-2. Trots sin erkända målfarlighet blev det enbart 4 mål i landslaget, det första kom 20 maj 1972 hemma mot Nordirland. Lorimer deltog som en av Skottlands nyckelspelarna i Fotbolls-VM 1974 då han visade vägen genom att i första matchen mot Zaire göra Skottlands första mål på ett typiskt manér, ett otagbart volleyskott i nättaket från cirka 25 meter. Skottarna vann matchen med 2-0 men, trots att man inte förlorade någon match, avancerade man inte vidare från gruppspelet. Landslagskarriären varade 6 år och avslutades den 17 december 1975 i en EM-kval match mot Rumänien som slutade 1-1. 
Peter Lorimer landslagskarriär omfattade följande matcher: 
| Datum       | Lag                     | Resultat            |
| ----------- | ----------------------- | ------------------- |
| 22 Jun 1974 | Jugoslavien - Skottland | 1-1                 |
| 18 Jun 1974 | Brasilien - Skottland   | 0-0                 |
| 14 Jun 1974 | Zaire - Skottland       | 0-2 (Lorimer 1 mål) |

| Datum       | Lag                    | Resultat            |
| ----------- | ---------------------- | ------------------- |
| 18 maj 1974 | Skottland - England    | 2-0                 |
| 19 maj 1973 | England - Skottland    | 1-0                 |
| 27 maj 1972 | Skottland - England    | 0-1                 |
| 24 maj 1972 | Skottland - Wales      | 1-0 (Lorimer 1 mål) |
| 20 maj 1972 | Skottland - Nordirland | 2-0 (Lorimer 1 mål) |
| 18 maj 1971 | Skottland - Nordirland | 0-1                 |
| 15 maj 1971 | Wales - Skottland      | 0-0                 |

| Datum       | Lag                   | Resultat            |
| ----------- | --------------------- | ------------------- |
| 15 Nov 1972 | Skottland - Danmark   | 2-0 (Lorimer 1 mål) |
| 18 Okt 1972 | Danmark - Skottland   | 1-4                 |
| 05 Nov 1969 | Österrike - Skottland | 2-0                 |

| Datum       | Lag                  | Resultat |
| ----------- | -------------------- | -------- |
| 17 Dec 1975 | Skottland - Rumänien | 1-1      |
| 29 Okt 1975 | Skottland - Danmark  | 3-1      |
| 03 Sep 1975 | Danmark - Skottland  | 0-1      |
| 20 Nov 1974 | Skottland - Spanien  | 1-2      |

| Datum       | Lag                      | Resultat |
| ----------- | ------------------------ | -------- |
| 06 Jun 1974 | Norge - Skottland        | 1-2      |
| 01 Jun 1974 | Belgien - Skottland      | 2-1      |
| 14 Nov 1973 | Skottland - Västtyskland | 1-1      |
| 14 Feb 1973 | Skottland - England      | 0-5      |

## Meriter - mästerskap och titlar
Lorimers meriter i form av vunna trofér och medaljer, samtliga vunna under hans tid i Leeds
| Mästerskap                | Antal titlar | Säsong/Årtal                                                            |
| ------------------------- | ------------ | ----------------------------------------------------------------------- |
| Ligamästare               | 2            | 1968/69, 1973/74 (ligatvåa 1964/65, 1965/66, 1969/70, 1970/71, 1971/72) |
| Ligamästare division 2    | 1            | 1963/64                                                                 |
| FA-cupmästare             | 1            | 1972 (finalist 1965, 1970, 1973)                                        |
| Ligacupmästare            | 1            | 1968                                                                    |
| Mässcup-mästare           | 2            | 1968, 1971 (finalist 1967)                                              |
| Charity Shields-mästare   | 1            | 1969                                                                    |
| Europacupen för mästarlag |              | (finalist 1975)                                                         |
| Cupvinnarcupen            |              | (finalist 1973)                                                         |

## Matcher och mål
Lorimers karriär i form av spelade matcher och mål
| Klubb statistik      | Klubb statistik      | Klubb statistik | Liga  | Liga | Cup    | Cup    | Ligacup | Ligacup | Öv cup                          | Öv cup                          | Europeisk cup | Europeisk cup | Europeisk cup  | Europeisk cup  | Europeisk cup | Europeisk cup | Totalt | Totalt |
| England              | England              | England         | Liga  | Liga | FA cup | FA cup | Ligacup | Ligacup | Charity Shield Full Members Cup | Charity Shield Full Members Cup | Europacupen   | Europacupen   | Cupvinnarcupen | Cupvinnarcupen | Uefacupen     | Uefacupen     | Totalt | Totalt |
| Säsong               | Klubb                | Liga            | Match | Mål  | Match  | Mål    | Match   | Mål     | Match                           | Mål                             | Match         | Mål           | Match          | Mål            | Match         | Mål           | Match  | Mål    |
| -------------------- | -------------------- | --------------- | ----- | ---- | ------ | ------ | ------- | ------- | ------------------------------- | ------------------------------- | ------------- | ------------- | -------------- | -------------- | ------------- | ------------- | ------ | ------ |
| 1962/63              | Leeds United         | Division 2      | 1     | 0    | 0      | 0      | 0       | 0       | -                               | -                               | -             | -             | -              | -              | -             | -             | 1      | 0      |
| 1963/64              | Leeds United         | Division 2      | 0     | 0    | -      | -      | 1       | 0       | -                               | -                               | -             | -             | -              | -              | -             | -             | 1      | 0      |
| 1964/65              | Leeds United         | Division 1      | 1     | 0    | 0      | 0      | 0       | 0       | -                               | -                               | -             | -             | -              | -              | -             | -             | 1      | 0      |
| 1965/66              | Leeds United         | Division 1      | 34    | 13   | 2      | 3      | 0       | 0       | -                               | -                               | -             | -             | -              | -              | 9             | 3             | 45     | 19     |
| 1966/67              | Leeds United         | Division 1      | 29    | 9    | 6      | 2      | 2       | 2       | -                               | -                               | -             | -             | -              | -              | 5             | 1             | 42     | 14     |
| 1967/68              | Leeds United         | Division 1      | 37    | 16   | 5      | 2      | 6       | 4       | -                               | -                               | -             | -             | -              | -              | 12            | 8             | 60     | 30     |
| 1968/69              | Leeds United         | Division 1      | 29    | 9    | 2      | 1      | 3       | 0       | -                               | -                               | -             | -             | -              | -              | 7             | 3             | 41     | 13     |
| 1969/70              | Leeds United         | Division 1      | 39    | 14   | 8      | 2      | 3       | 0       | 1                               | 0                               | 7             | 3             | -              | -              | -             | -             | 58     | 19     |
| 1970/71              | Leeds United         | Division 1      | 38    | 12   | 4      | 2      | 1       | 0       | -                               | -                               | -             | -             | -              | -              | 10            | 5             | 53     | 19     |
| 1971/72              | Leeds United         | Division 1      | 42    | 23   | 7      | 3      | 4       | 2       | -                               | -                               | -             | -             | -              | -              | 3             | 1             | 56     | 29     |
| 1972/73              | Leeds United         | Division 1      | 41    | 15   | 8      | 3      | 5       | 3       | -                               | -                               | -             | -             | 9              | 2              | -             | -             | 63     | 23     |
| 1973/74              | Leeds United         | Division 1      | 37    | 12   | 5      | 2      | 0       | 0       | -                               | -                               | -             | -             | -              | -              | 5             | 0             | 47     | 14     |
| 1974/75              | Leeds United         | Division 1      | 36    | 9    | 4      | 0      | 5       | 3       | 1                               | 0                               | 8             | 4             | -              | -              | -             | -             | 54     | 16     |
| 1975/76              | Leeds United         | Division 1      | 29    | 10   | 2      | 0      | 2       | 1       | -                               | -                               | -             | -             | -              | -              | -             | -             | 33     | 11     |
| 1976/77              | Leeds United         | Division 1      | 26    | 3    | 2      | 0      | 0       | 0       | -                               | -                               | -             | -             | -              | -              | -             | -             | 28     | 3      |
| 1977/78              | Leeds United         | Division 1      | 28    | 6    |        | 0      |         | 3       | -                               | -                               | -             | -             | -              | -              | -             | -             |        | 9      |
| 1978/79              | Leeds United         | Division 1      | 3     | 0    |        | 0      |         | 0       | -                               | -                               | -             | -             | -              | -              | -             | -             |        | 0      |
| 1979/80              | York City            | Division 4      | 29    | 8    | 3      | 1      |         |         | -                               | -                               | -             | -             | -              | -              | -             | -             |        | 9      |
| 1983/84              | Leeds United         | Division 2      | 22    | 4    |        | 0      |         | -       | -                               | -                               | -             | -             | -              | -              | -             | -             |        | 4      |
| 1984/85              | Leeds United         | Division 2      | 40    | 9    |        | 0      |         | 1       | -                               | -                               | -             | -             | -              | -              | -             | -             |        | 10     |
| 1985/86              | Leeds United         | Division 2      | 14    | 4    |        | 0      |         | 0       | 1                               | 1                               | -             | -             | -              | -              | -             | -             |        | 4      |
| Totalt York          | Totalt York          | Totalt York     | 29    | 8    | 3      | 1      |         |         | -                               | -                               | -             | -             | -              | -              | -             | -             |        | 9      |
| Totalt Leeds         | Totalt Leeds         | Totalt Leeds    | 526   | 168  | 59     | 20     | 42      | 19      | 3                               | 1                               | 15            | 7             | 9              | 2              | 51            | 21            | 704    | 238    |
| Totalt, Samtliga lag | Totalt, Samtliga lag |                 | 555   | 176  | 62     | 21     |         | 19      | 3                               | 1                               | 15            | 7             | 9              | 2              | 51            | 21            |        | 247    |